# Habitatges al carrer de Pere Alagret, 2-12 (Vilafranca del Penedès)
Els edificis situats al Carrer Pere Alagret, 2-12 sçon una obra del municipi de Vilafranca del Penedès (Alt Penedès) inclosa en l'Inventari del Patrimoni Arquitectònic de Catalunya. Són edificis entre mitgeres i d'una crugia. Consten de planta abaixa, entresòl i un o dos pisos. La coberta és de teula àrab o terrat. L'estructura és funcional d'acord amb l'activitat agrícola.
El valor d'aquestes cases és tipològic, tant en l'obra inicial com en les reformes posteriors. La seva particularització no té cap altre valor que el d'exemple. Aquesta tipologia és també usual en altres carrers de Vilafranca. Aquestes cases generalment es construïen en grups, adoptant variants dimensionals. Les cases de comparet van construir-se generalment en els eixamples del segle xix.